# День Республики (ГДР)

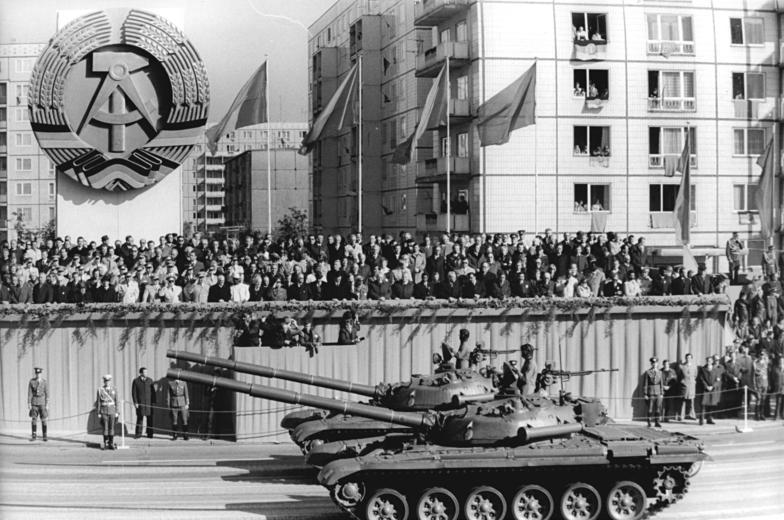
Парад в День Республики в 1979 году

День Республики — национальный праздник, отмечавшийся в Германской Демократической Республике в день её образования в 1949 году — 7 октября.
Ежегодно в этот день проводился военный парад (до 1989 года) и демонстрация трудящихся. Также в этот день вручалась Национальная премия ГДР. В этот день в городах проходили военные парады и демонстрации боевых групп, трудящихся и членов Союза свободной немецкой молодёжи (ССНМ). Парады приводили к протестам со стороны западных держав, поскольку они противоречили четырёхстороннему статусу Берлина. Ко дню Республики каждые пять лет выпускались специальные марки. С 1970-х годов праздник приобретает более мирный характер, становится больше похож на фестиваль, демонстрации постепенно прекращаются. В 1990 году День Республики был заменён на День Единства Германии, который празднуется 3 октября.

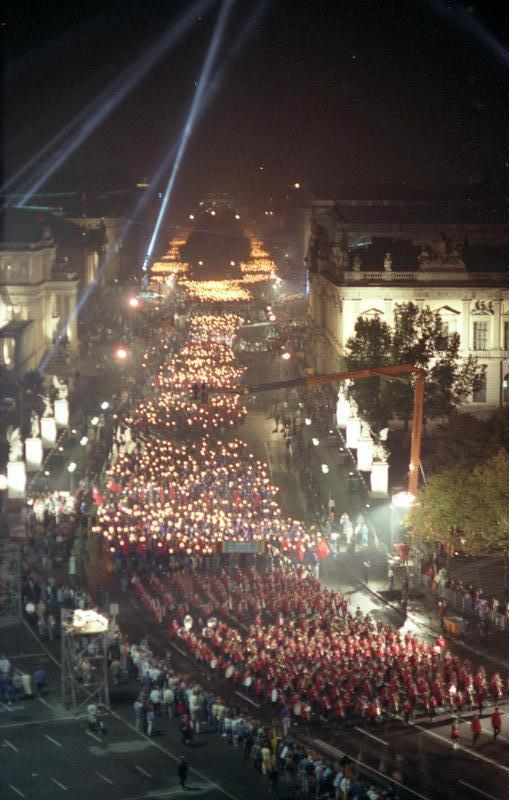
Факельное шествие на день 40-летия Республики, Берлин

Празднования всегда проходили на Карл-Маркс-Аллее, начиная с 1959 года. В 1972 году был создан пост командира парада и вплоть до 1989 года его занимал Хорст Штебхарт. На месте снесённого в 1950 году Берлинского городского дворца был построен Дворец Республики, открытие которого состоялось в 1976 году. В 2006 году Дворец из-за высокого содержания асбеста решено было снести. В день празднования правительство награждало Национальной премией ГДР за достижения в области искусства и науки.

## Стихийные протесты на Александерплац
В 1977 году на праздновании дня Республики на Александерплац проходил концерт рок-группы «Экспресс». В это время девять человек, смотревших действо с берлинской телебашни, упали в вентиляционную шахту. Участники концерта мешали полицейским и спасателям выполнять свою работу и устроили беспорядки. Попытка полиции проникнуть к пострадавшим и участие в музыкальном действе вызвала массовое возбуждение, многие выкрикивали лозунги «Долой ГДР», «Банда Хоннекера — самый большой позор Германии», «Прочь стену» и другие. К 23.30 полиции удалось взять верх над стихийной демонстрацией: 83 раненых, 468 арестованных, причём среди арестованных практически все — члены ССНМ. Фактически, это был крупнейший стихийный молодёжный протест в ГДР. Многие были приговорены к тюремному заключение сроком до трёх лет, что непропорционально строго по отношению к статье обвинения (Хулиганство).